# Josep Benet (mestre de capella)
Josep Benet fou un mestre de capella de Santa Maria de Vilafranca del Penedès. Es presentà per a les proves de mestre de capella de Santa Maria de Mataró el 1692.